# Мун: Чувар месеца
Мун: Чувар месеца (фр. Mune, le gardien de la lune) је француски анимирани филм из 2014. године. Режију филма вршили су Беноа Филипон и Александар Хебојан, а сценарио Жером Фанстен и Беноа. Премијерно је приказан 6. децембра 2014. године у Француској.
У Србији, филм је у синхронизованом облику премијерно приказан 1. октобра 2015. године. Синхронизацију је радио студио Блу Хаус, а дистрибуцију компанија Блитз Филм. Гласове су тумачили Иван Михајловић, Никола Булатовић, Драган Вујић, Ивана Дудић, Бојан Лазаров, Марко Живић, Милан Чучиловић, Ненад Ненадовић, Милан Антонић, Синиша Убовић, Марко Марковић и Милан Тубић.

## Радња
Прича се одвија у фантастичном свету где живе бића дана и ноћи. Чувари Сунца и Месеца генерацијама одржавају мир између та два света.
Фаун звани Мун неочекивано добија улогу чувара Месеца, упркос негодовању осталих житеља. Сохон, нови чувар Сунца, такође није задовољан, и једне ноћи грди Муново неискуство. У том тренутку зликовац звани Некрос краде Сунце, уводећи вечну ноћ. Мун због тога бива протеран.

## Продукција
Беноа Филипон је испрва хтео да Мун: Чувар месеца буде краткометражни играни филм о лику који вуче Месец помоћу конопца, са атмосфером инспирисаном продукцијама Терија Гилијама. Прича је, међутим, била превише комплексна са кратки формат, те је одлучено да се преточи у дугометражни филм. Беноа је потом још развио идеју и ликове. Главни лик Мун инспирисан је ликом Едварда из Тим Бертоновог филма Едвард Маказоруки, а Сохон ликом База из франшизе Прича о играчкама и Хан Солом из Ратова звезда. Филм је углавном урађен ЦГИ техником, с тим да су сцене снова урађене у 2Д формату.

## Пријем
Филм је добио позитиван пријем, поготово његов стил и дизајн. Каролајн Вије (20 Minutes) сматра да филм изгледа „невероватно,“ и да је прича „иноватнивна и пуна изненађења“. Кристофер Нарбин (Première) је рекао да су стил филма и дизајн ликова јединствени. Ерик Либио (L'Express) је у својој рецензији написао да је филм дирљив, и да показује да је „француска анимација у добром стању“. Хелена Вилович (Elle) сматра да је „квалитет филма, ликова и света у равни са класицима као што су Прича о играчкама и Принцеза Мононоке“.
Сама прича, са друге стране, има мешане критике, премда већински позитивне. Либио сматра да је прича „прелепа и интелигентна,“ као и „романтична и прогресивна“. Жан Сероа (Le Dauphiné Libéré) је рекао да су ликови у филму иновативни, а да је прича „пуна авантуре, савршена за целу породицу“. Барбра Тет (Le Journal du dimanche) сматра да је прича „богата, са забавним ликовима; савршена за предшколски узраст“. Филип Лаугуш (Quest France) са друге стране сматра да је прича „оригинална и софистицирана“. Гијемет Одицино (Télérama) је за причу рекао да је „чаробна и ефективна,“ наводећи још да га фаун Мун подсећа на креације Лика Бесона, Глим на карактере из Бертонових филмова, а остали ликови на бића из светова Хајаоа Мијазакија и Салвадора Далија. Нарбон сматра да је прича поетична, али уједно и „фомрална,“ те да се не слаже са дизајном света. Виловичевој се не свиђа што је улога јединог женског лика у филму „декоративна; постоји само да би се дивила мушким ликовима“.

## Награде
Филм је 2017. године био предложен за номинацију награде Оскар у категорији за најбољи анимирани филм.
| Награда                                            | Категорија                                                  | Номиновани | Резултат   |
| -------------------------------------------------- | ----------------------------------------------------------- | ---------- | ---------- |
| Интернационални фестивал анимираног филма у Ансију | Кристална награда за најбољи филм                           |            | Номинација |
| Филмски фестивал у Торонту                         | Јуниорска награда публике                                   |            | Освојено   |
| Јуниорски филмски фестивал у Стокхолму             | Најбољи филм у категорији за децу узраста од 6 до 10 година |            | Освојено   |
| Токијска аниме награда                             | Токијска аниме награда за најбољи филм                      |            | Освојено   |
| Награда Светски саундтрек                          | Награда Светски саундтрек за композитора године             | Бруно Куле | Номинација |

## Спољашњи извори
- Mune: Guardian of the Moon на веб-сајту  (језик: енглески)